# David Guion
David Guion (Le Mans, 30 de septiembre de 1967) es un exfutbolista y entrenador de fútbol francés. Actualmente sin club.

## Carrera como jugador
En su etapa como futbolista, Guion era defensa. Comenzó su carrera como jugador en el Lille OSC II en 1983. Cinco años después, debutó profesionalmente con el primer equipo del Lille OSC, participando en 56 partidos en 3 años. Luego se fue al Angers SCO, donde jugó 88 partidos y marcó un gol, además de lograr el ascenso a la Ligue 1 en 1993. Regresó a la Ligue 2 en 1994 con el Sedan Ardennes y también fue jugador del FC Mulhouse y del Red Star FC. Finalmente, terminó su carrera con el FC Istres en 2001.

## Carrera como entrenador
En 2008, inició su trayectoria como entrenador siendo ayudante de Laurent Roussey en el AS Saint-Étienne. 
En verano de 2010, fue nombrado entrenador del Chambéry, llevando al modesto equipo francés a ascender al Championnat de France Amateur y a cuartos de final de la Copa de Francia.
Eso hizo que el AS Cannes se fijara en él y le ofreciera un contrato en junio de 2011, pero abandonó el club en enero de 2012 tras obtener sólo 5 victorias en 13 partidos.
Tras unas pocas semanas, comenzó a trabajar como asistente de Pascal Plancque en el US Boulogne el resto de la temporada.
A continuación se incorporó al Stade de Reims para entrenar en las categorías inferiores del club, labor que desempeñaría durante prácticamente 4 años. El 23 de abril de 2016, sustituyó provisionalmente a Olivier Guégan como entrenador del primer equipo. Dirigió al Stade de Reims en los tres últimos partidos de la Ligue 1 2015-16, logrando una victoria y dos derrotas que no fueron suficientes para obtener la permanencia.
El 22 de mayo de 2017, fue nombrado nuevo entrenador del Stade de Reims para las 3 próximas temporadas. El 20 de abril de 2018, su equipo obtuvo el ascenso a la Ligue 1 como campeón de la categoría de plata. Ya en la élite, el equipo alcanzó los 41 puntos en la 26.ª jornada. El 8 de julio de 2019, tras haber finalizado en 8.ª posición en la Ligue 1 2018-19, el club anunció la renovación del contrato con el entrenador. El 23 de abril de 2021, el presidente del Stade de Reims anunció que Óscar García Junyent sería el nuevo entrenador del equipo francés la próxima temporada, sustituyendo a David Guion.
El 17 de febrero de 2021, asumió el cargo de entrenador del Girondins de Burdeos, colista de la Ligue 1. Sin embargo, no pudo conseguir el objetivo de la permanencia, descendiendo a la Ligue 2. A pesar del descenso, el club renovó su contrato por una temporada más con el objetivo de volver a la élite. Se le escapó el ascenso en la última jornada de la Ligue 2, pero volvió a firmar un nuevo contrato para seguir en el banquillo del Estadio Matmut Atlantique un año más. Sin embargo, un mal inicio de temporada (3 victorias en 10 partidos) acabó provocando que fuera cesado en sus funciones el 7 de octubre de 2023.
El 6 de diciembre de 2023, se incorporó al Troyes. Ocho meses después, en agosto de 2024, abandonó el club.

## Clubes y estadísticas

### Como jugador
| Club              | País    | Año       | Partidos | Goles |
| ----------------- | ------- | --------- | -------- | ----- |
| Lille OSC         | Francia | 1988-1991 | 56       | 0     |
| Angers SCO        | Francia | 1991-1994 | 96       | 1     |
| CS Sedan Ardennes | Francia | 1994-1995 | 27       | 1     |
| FC Mulhouse       | Francia | 1995-1997 | 61       | 1     |
| Red Star FC       | Francia | 1997-1999 | 74       | 1     |
| FC Istres         | Francia | 1999-2001 | 71       | 3     |

### Como entrenador
| Equipo                     | Div.                | Temporada           | Liga  | Liga | Liga | Liga | Liga |       | Copa | Copa | Copa | Copa  |   | Internacional | Internacional | Internacional | Internacional | Internacional |   | Otros | Otros | Otros | Otros |    | Totales     | Totales | Totales | Totales | Totales | Totales | Totales | Totales |
| Equipo                     | Div.                | Temporada           | Part. | G    | E    | P    | Pos. | Part. | G    | E    | P    | Part. | G | E             | P             | Pos.          | Part.         | G             | E | P     | Part. | G     | E     | P  | Rendimiento | GF      | GC      | Dif.    |         |         |         |         |
| -------------------------- | ------------------- | ------------------- | ----- | ---- | ---- | ---- | ---- | ----- | ---- | ---- | ---- | ----- | - | ------------- | ------------- | ------------- | ------------- | ------------- | - | ----- | ----- | ----- | ----- | -- | ----------- | ------- | ------- | ------- | ------- | ------- | ------- | ------- |
| SO Chambéry Francia        | 5.ª                 | 2010-11             | 32    | 23   | 4    | 5    | 1.º  | 8     | 5    | 2    | 1    | -     | - | -             | -             | -             | -             | -             | - | -     | 40    | 28    | 6     | 6  | 75%         | 93      | 34      | +59     |         |         |         |         |
| SO Chambéry Francia        | Total               | Total               | 32    | 23   | 4    | 5    | -    | 8     | 5    | 2    | 1    | -     | - | -             | -             | -             | -             | -             | - | -     | 40    | 28    | 6     | 6  | 75%         | 93      | 34      | +59     |         |         |         |         |
| Cannes Francia             | 4.ª                 | 2011-12             | 13    | 5    | 3    | 5    | Inc. | -     | -    | -    | -    | -     | - | -             | -             | -             | -             | -             | - | -     | 13    | 5     | 3     | 5  | 46.15%      | 19      | 16      | +3      |         |         |         |         |
| Cannes Francia             | Total               | Total               | 13    | 5    | 3    | 5    | -    | -     | -    | -    | -    | -     | - | -             | -             | -             | -             | -             | - | -     | 13    | 5     | 3     | 5  | 46.15%      | 19      | 16      | +3      |         |         |         |         |
| Stade de Reims Francia     | 1.ª                 | 2015-16             | 3     | 1    | 0    | 2    | 18.º | -     | -    | -    | -    | -     | - | -             | -             | -             | -             | -             | - | -     | 3     | 1     | 0     | 2  | 33.33%      | 6       | 5       | +1      |         |         |         |         |
| Stade de Reims Francia     | 2.ª                 | 2017-18             | 38    | 28   | 4    | 6    | 1.º  | 4     | 2    | 0    | 2    | -     | - | -             | -             | -             | -             | -             | - | -     | 42    | 30    | 4     | 8  | 74.6%       | 79      | 30      | +49     |         |         |         |         |
| Stade de Reims Francia     | 1.ª                 | 2018-19             | 38    | 13   | 16   | 9    | 8.º  | 2     | 0    | 2    | 0    | -     | - | -             | -             | -             | -             | -             | - | -     | 40    | 13    | 18    | 9  | 47.5%       | 44      | 47      | -3      |         |         |         |         |
| Stade de Reims Francia     | 1.ª                 | 2019-20             | 28    | 10   | 11   | 7    | 6.º  | 6     | 2    | 2    | 2    | -     | - | -             | -             | -             | -             | -             | - | -     | 34    | 12    | 13    | 9  | 48.04%      | 30      | 27      | +3      |         |         |         |         |
| Stade de Reims Francia     | 1.ª                 | 2020-21             | 38    | 9    | 15   | 14   | 14.º | 1     | 0    | 0    | 1    | 2     | 1 | 1             | 0             | 3.ªR          | -             | -             | - | -     | 41    | 10    | 16    | 15 | 37.4%       | 46      | 54      | -8      |         |         |         |         |
| Stade de Reims Francia     | Total               | Total               | 145   | 61   | 46   | 38   | -    | 13    | 4    | 4    | 5    | 2     | 1 | 1             | 0             | -             | -             | -             | - | -     | 160   | 66    | 51    | 43 | 51.88%      | 205     | 163     | +42     |         |         |         |         |
| Girondins Bordeaux Francia | 1.ª                 | 2021-22             | 14    | 2    | 5    | 7    | 20.º | -     | -    | -    | -    | -     | - | -             | -             | -             | -             | -             | - | -     | 14    | 2     | 5     | 7  | 26.19%      | 16      | 30      | -14     |         |         |         |         |
| Girondins Bordeaux Francia | 2.ª                 | 2022-23             | 38    | 20   | 9    | 9    | 3.º  | 3     | 2    | 0    | 1    | -     | - | -             | -             | -             | -             | -             | - | -     | 41    | 22    | 9     | 10 | 60.98%      | 58      | 34      | +24     |         |         |         |         |
| Girondins Bordeaux Francia | 2.ª                 | 2023-24             | 10    | 3    | 3    | 4    | Inc. | -     | -    | -    | -    | -     | - | -             | -             | -             | -             | -             | - | -     | 10    | 3     | 3     | 4  | 40%         | 8       | 12      | -4      |         |         |         |         |
| Girondins Bordeaux Francia | Total               | Total               | 62    | 25   | 17   | 20   | -    | 3     | 2    | 0    | 1    | -     | - | -             | -             | -             | -             | -             | - | -     | 65    | 27    | 17    | 21 | 50.26%      | 82      | 76      | +6      |         |         |         |         |
| Troyes Francia             | 2.ª                 | 2023-24             | 21    | 5    | 7    | 9    | 17.º | -     | -    | -    | -    | -     | - | -             | -             | -             | -             | -             | - | -     | 21    | 5     | 7     | 9  | 34.92%      | 23      | 33      | -10     |         |         |         |         |
| Troyes Francia             | Total               | Total               | 21    | 5    | 7    | 9    | -    | -     | -    | -    | -    | -     | - | -             | -             | -             | -             | -             | - | -     | 21    | 5     | 7     | 9  | 34.92%      | 23      | 33      | -10     |         |         |         |         |
| Total en su carrera        | Total en su carrera | Total en su carrera | 273   | 119  | 77   | 77   | -    | 24    | 11   | 6    | 7    | 2     | 1 | 1             | 0             | -             | -             | -             | - | -     | 299   | 131   | 84    | 84 | 53.17%      | 423     | 320     | +93     |         |         |         |         |
| 1. 2.                      |                     |                     |       |      |      |      |      |       |      |      |      |       |   |               |               |               |               |               |   |       |       |       |       |    |             |         |         |         |         |         |         |         |

#### Resumen por competiciones
| Competición                | Partidos | Ganados | Empatados | Perdidos | Ganados % |
| -------------------------- | -------- | ------- | --------- | -------- | --------- |
| Championnat National 3     | 32       | 23      | 4         | 5        | 76.05%    |
| Championnat National 2     | 13       | 5       | 3         | 5        | 46.15%    |
| Ligue 2                    | 106      | 56      | 23        | 28       | 59.51%    |
| Ligue 1                    | 121      | 35      | 47        | 39       | 41.88%    |
| Copa de Francia            | 17       | 8       | 4         | 5        | 54.9%     |
| Copa de la Liga de Francia | 7        | 3       | 2         | 2        | 52.38%    |
| Liga Europea de la UEFA    | 2        | 1       | 1         | 0        | 66.67%    |
| TOTAL                      | 299      | 131     | 84        | 84       | 53.17%    |